# إد ماير
إد ماير (بالإنجليزية: Ed Mayer)‏ هو لاعب كرة قاعدة أمريكي، ولد في 30 نوفمبر 1931 في سان فرانسيسكو في الولايات المتحدة، وتوفي في 29 ديسمبر 2015 في كورت ماديرا في الولايات المتحدة بسبب سرطان.

## وصلات خارجية
- إد ماير على موقع دوري كرة القاعدة الرئيسي (الإنجليزية)
- إد ماير على موقعبيزبول رفرنس.كوم (الدوري الرئيسي) (الإنجليزية)
- إد ماير على موقعبيزبول رفرنس.كوم (الدوري الثانوي) (الإنجليزية)
- إد ماير على موقع جمعية أبحاث البيسبول الأمريكية (الإنجليزية)
- إد ماير على موقع إي إس بي إن.كوم (أم.أل.بي) (الإنجليزية)